# عوامی لیگ بنگلادش
عوامی لیگ بنگلادش (بنگالی: বাংলাদেশ আওয়ামী লীগ) یکی از دو حزب اصلی بنگلادش است. عوامی لیگ پس از پیروزی در انتخابات پارلمانی سال ۲۰۱۴ که در غرب مورد انتقاد واقع شد، حزب حاکم کنونی این کشور است.
حزب تحت رهبری شیخ مجیب‌الرحمن، پدر مؤسس بنگلادش رهبری تقلا برای استقلال را بر عهده داشت. شیخ حسینه، نخست‌وزیر سابق بنگلادش از سال ۱۹۸۱ رهبری حزب را برعهده داشته‌است.